# Сувениры из Москвы
«Сувениры из Москвы» (фин.: Tappajan näköinen mies) — финский политический криминальный триллер 2016 года режиссёра Лаури Нурксе.

## Сюжет
Фильм снят по мотивам одноимённого романа Матти Рёнкя «Сувениры из Москвы» (2009), который является продолжением его же романа «Человек, похожий на убийцу» (2002), по которому в 2011 году был снят телесериал «Красавец-убийца», соответственно, его сиквелом является данный фильм.
Главный герой — частный детектив Виктор Карппя, он же Виктор Николаевич Горностаев, после развала СССР приехавший жить в Финляндию на родину предков выходцев из Ингрии — бывший солдат спецназа КГБ СССР, прошедший Афган.

Виктор Карппя — человек, прошедший подготовку в спецназе российской армии. Там ему внушили, что никому нельзя доверять, кроме себя самого. Он не потерпит несправедливости. В определённых ситуациях он использует сомнительные средства.— актёр Самули Эдельманн о своём персонаже, интервью газете «Turun Sanomat», 4.2.2016
По сюжету фильма, с момента событий телесериала прошло несколько лет.
Виктор Карппя оказывается в эпицентре борьбы за власть в России: его втягивают в операцию под кодовым названием «Калина красная», где новый демократичный президент России, госпожа Елена Евдокимова, планирующая дружественный визит в Финляндии, находится на линии огня — по сведениям финской разведки, во время её приезда в Хельсинки ей хотят ввести ядовитое вещество. Жизнь президента России зависит только от профессионализма тайных агентов принимающей страны. Карппя оказывается в гуще тайной операции. Его жена Марья и брат Алексей также вовлечены в события, а его напарником в этом деле становится его друг Теппо Корхонен, офицер Полиции безопасности Финляндии.

## В ролях
В главных ролях:
- Самули Эдельманн — Виктор Кярппа, «Викки», «Витя», Виктор Николаевич Горностаев
- Мартти Суосало — Теппо Корхонен, офицер финской Полиции безопасности
- Мария Юлипяя — Мария, жена Виктора Кярппы
- Вилле Хаапасало — Алексей Николаевич Горностаев, брат Виктора Кярппы
- Криста Косонен — Пииви Варис, шеф финской Полиции безопасности
- Анни-Кристина Юусо — Юлия

В других ролях:
- Микко Ноусиайнен — Ари
- Виктор Клименко — полковник Телепнев
- Татьяна Космынина — Елена Евдокимова, президент России
- Александр Кристиан Анриа — Евдокимов
- Катья Куккола — Оксана
- Онни Томмила — Эркки
- Пиркка-Пекка Петелиус — Руусканен
- Валттери Симонен — Марков
- Арни Сойни — Вронский
- Виктор Древицкий — Чернов
- Владимир Антипп — Кутузов
- Роза Хайруллина — Долгих
- Алексей Васильченко — Максим
- Бруно Полакайнен — Миша
- Яакко Кильюнен — Кирилл
- Мика Курвинен — доктор

## Съёмки
В основном съёмки фильма велись в Финляндии — в Хельсинки, Вантаа, Эспоо, Кауниайнене и Туусуле.
Картина создавалась при участии России, задействованы российские актёры, некоторые съёмки велись в Москве, исполнительным продюсером с российской стороны выступила Елена Яцура.

## Критика
Миска Рантанен (газета «Helsingin Sanomat», 5.2.2016) назвал фильм безотказным и зрелищным триллером. Юсси Вирратвуори (газета «Karjalainen», 5.2.2016) отметил, что опыт общей работы актёров при создании телесериала, сиквелом которого является фильм, качественно отразился на слаженности их игры, воплощении уже разработанных персонажей.
Однако отмечалась надуманность и нелогичность сюжета, шаблонность персонажей:

Фильм, который начинается с пика, иногда развлекает, немного искажает юмор в неподходящих местах и эффективно управляет своими жестокими моментами. Напряжение, однако, спадает в кривом сценарии, и режиссура в конечном счёте не добавляет столь необходимой динамики повествованию. Финал несколько неловкий и неубедительный.— Олли-Матти Ойнонен (Keskisuomalainen, 5.2.2016)

Эдельманн в роли главного героя и Мартти Суосало в роли его партнёра, офицера уголовной полиции, которые больше полагаются на собственные инстинкты, чем на правила, хорошо играют свои роли. Они поддерживают фильм, даже несмотря на то, что персонажи шаблонны. Второстепенные персонажи остаются образцовой галереей архетипов. Встревоженный шеф Полиции безопасности (Криста Косонен) — неудачная попытка привнести в историю одного сильного женского персонажа.— Пяйви Валотье (Turun Sanomat 5.2.2016)
В России фильм участвовал в конкурсной программе XXIV-го Кинофестиваля «Окно в Европу», призами или дипломами отмечен не был. Российская пресса раскритиковала фильм:

Имена у героев знатные — Антон Вронский, Кутузов. Реплики звучат такие: «После ельцинской лажи пришли питерские силовики». А президент Евдокимова пламенно заявляет, как пионерка на допросе: «Они могут убить меня, но демократию убить не могут». Ей вторит герой Хаапасало: «У свободного человека должно быть право выбора». Сплошные лозунги и развесистая клюква, причём интересная, констатирующая страх и ужас, который испытывают финны по отношению к ближайшим русским соседям.— газета «Московский комсомолец», 11 августа 2016